# All Japan Ice Hockey Championship
Die All Japan Ice Hockey Championship (engl. für jap. 全日本アイスホッケー選手権大会, zen-Nihon aisu hokkē senshuken taikai, dt. „Alljapanische Eishockeymeisterschaft“) ist der nationale Eishockeypokalwettbewerb in Japan.

## Geschichte
Am nationalen japanischen Eishockeypokalwettbewerb, der All Japan Ice Hockey Championship, der erstmals 1930 ausgetragen wurde, dürfen alle Mannschaften des Landes teilnehmen, die Mitglied des japanischen Eishockeyverbands sind. Daher nehmen neben Universitäts- und Amateurmannschaften auch die vier Profiteams des Landes aus der Asia League Ice Hockey am Wettbewerb teil. In der Regel wurden bis 2012 alle Spiele in einer Februarwoche an einem vorher festgelegten Ort ausgetragen. Ab der Saison 2012/2013 wurden die Spiele meist in einer Dezemberwoche (wieder an einem vorher festgelegten Ort) ausgetragen.

## Sieger
| Jahr | Austragungsort     | Sieger                       |
| 1930 | Nikkō              | Keiō-Universität             |
| 1931 | Nagano             | Manchuria Medical University |
| 1932 | Hachinohe          | Ōji Seishi Tomakomai         |
| 1933 | Nikkō              | Waseda-Universität           |
| 1934 | Tokio              | Keiō-Universität             |
| 1935 | Tokio              | Ōji Seishi Tomakomai         |
| 1936 | Tokio              | Waseda-Universität           |
| 1937 | Tokio              | Rikkyō-Universität           |
| 1938 | Sapporo            | Waseda-Universität           |
| 1939 | Tokio              | Rikkyō-Universität           |
| 1940 | Tokio              | Meiji-Universität            |
| 1941 | Tokio              | Meiji-Universität            |
| 1942 | Hachinohe          | Kantō Team                   |
| 1943 | Gunma              | Manchuria Team               |
| 1947 | Hachinohe          | Ōji Seishi Tomakomai         |
| 1948 | Morioka            | Hachinohe White Bears        |
| 1950 | Tomakomai          | Ōji Seishi Tomakomai         |
| 1951 | Nikkō              | Ōji Seishi Tomakomai         |
| 1952 | Tokio              | Ōji Seishi Tomakomai         |
| 1953 | Nikkō              | Furukawa Electric Tochigiv   |
| 1954 | Nikkō              | Ōji Seishi Tomakomai         |
| 1955 | Osaka              | Ōji Seishi Tomakomai         |
| 1956 | Nagoya             | Ōji Seishi Tomakomai         |
| 1957 | Osaka              | Ōji Seishi Tomakomai         |
| 1958 | Nagoya             | Ōji Seishi Tomakomai         |
| 1959 | Nikkō, Tōkyō       | Furukawa Electric Tochigi    |
| 1960 | Fukuoka            | Furukawa Electric Tochigi    |
| 1961 | Tomakomai          | Iwakura Tomakomai            |
| 1962 | Nikkō              | Furukawa Electric Tochigi    |
| 1963 | Tokio              | Iwakura Tomakomai            |
| 1964 | Tokio              | Ōji Seishi Tomakomai         |
| 1965 | Tokio              | Iwakura Tomakomai            |
| 1966 | Tomakomai          | Ōji Seishi Tomakomai         |
| 1967 | Tokio              | Iwakura Tomakomai            |
| 1968 | Tokio              | Ōji Seishi Tomakomai         |
| 1969 | Tokio              | Ōji Seishi Tomakomai         |
| 1970 | Tokio              | Seibu Tetsudo Tokyo          |
| 1971 | Tokio              | Seibu Tetsudo Tokyo          |
| 1972 | Tokio              | Seibu Tetsudo Tokyo          |
| 1973 | Tokio              | Ōji Seishi Tomakomai         |
| 1974 | Tokio              | Seibu Tetsudo Tokyo          |
| 1975 | Tokio              | Kokudo Keikaku Tokyo         |
| 1976 | Sapporo            | Ōji Seishi Tomakomai         |
| 1977 | Tokio              | Ōji Seishi Tomakomai         |
| 1978 | Tokio              | Seibu Tetsudo Tokyo          |
| 1979 | Tokio              | Seibu Tetsudo Tokyo          |
| 1980 | Tokio              | Ōji Seishi Tomakomai         |
| 1981 | Tokio              | Ōji Seishi Tomakomai         |
| 1982 | Tokio              | Kokudo Keikaku Tokyo         |
| 1983 | Tokio              | Ōji Seishi Tomakomai         |
| 1984 | Tokio              | Ōji Seishi Tomakomai         |
| 1985 | Tokio              | Ōji Seishi Tomakomai         |
| 1986 | Tokio              | Ōji Seishi Tomakomai         |
| 1987 | Tokio              | Ōji Seishi Tomakomai         |
| 1988 | Tokio              | Kokudo Keikaku Tokyo         |
| 1989 | Tokio              | Ōji Seishi Tomakomai         |
| 1990 | Tokio              | Kokudo Keikaku Tokyo         |
| 1992 | Tomakomai, Sapporo | Ōji Seishi Tomakomai         |
| 1993 | Tokio              | Ōji Seishi Tomakomai         |
| 1994 | Sapporo            | Shin Ōji Tomakomai           |
| 1995 | Tokio              | Shin Ōji Tomakomai           |
| 1996 | Sapporo            | Shin Ōji Tomakomai           |
| 1997 | Nagano             | Kokudo Tokyo                 |
| 1998 | Tomakomai          | Kokudo Tokyo                 |
| 1999 | Tokio              | Kokudo Tokyo                 |
| 2000 | Tokio              | Ōji Seishi Tomakomai         |
| 2001 | Sapporo            | Seibu Tetsudo Tokyo          |
| 2002 | Tokio              | Ōji Seishi Tomakomai         |
| 2003 | Sapporo            | Kokudo Tokyo                 |
| 2004 | Sapporo            | Kokudo Tokyo                 |
| 2005 | Nagano             | Ōji Seishi Tomakomai         |
| 2006 | Sapporo            | Nippon Paper Cranes          |
| 2007 | Hachinohe          | Nippon Paper Cranes          |
| 2008 | Kushiro            | Seibu Prince Rabbits         |
| 2009 | Tokio              | Seibu Prince Rabbits         |
| 2010 | Tomakomai          | Nippon Paper Cranes          |
| 2011 | Nikkō              | Nippon Paper Cranes          |
| 2012 | Hachinohe          | Nippon Paper Cranes          |
| 2013 | Yokohama           | Ōji Eagles                   |
| 2014 | Sapporo            | Nippon Paper Cranes          |
| 2015 | Yokohama           | Nikko Ice Bucks              |
| 2016 | Sapporo            | Nippon Paper Cranes          |
| 2017 | Nagano             | Ōji Eagles                   |
| 2018 | Tokyo              | Tohoku Free Blades           |
| 2019 | Tokyo              | Ōji Eagles                   |
| 2020 | Tokyo              | Nikko Ice Bucks              |
| 2021 | Hachinohe          | East Hokkaido Cranes         |
| 2022 | Nagano             | East Hokkaido Cranes         |
| 2023 | Nagano             | Tohoku Free Blades           |